# Ratio legis
Ratio legis (ragione o spirito della legge) è una locuzione latina utilizzata nel linguaggio giuridico per indicare l'elemento logico della legge, ovvero il fine che ha animato il legislatore nell'emanazione della legge.
Nell'interpretazione giuridica, essa si connota per un carattere di maggiore aderenza all'oggettività del testo, rispetto alla "intenzione del legislatore" che si ricava dagli atti preparatori della legge. Se poi "la vigenza costante nel tempo, per la medesima legge, avviene attraverso una interpretazione evolutiva che dia allo stesso enunciato letture differenti – sia pure in continuità con il dato testuale di partenza – allora la disposizione legislativa, nell’atto stesso in cui viene posta, comincia un percorso di emancipazione dalla propria ratio originaria e viva, secondo un significato che può anche non coincidere con quello originario. Dalla voluntas legislatoris si passa così ad una differente voluntas legis determinabile non più in relazione al tempo ed all’occasione che hanno dato vita al testo legislativo quanto, piuttosto, alla sua polisemica formulazione ed alla sua concreta portata attuale".